# Gonioctena variabilis
Gonioctena variabilis es una especie de insecto coleóptero de la familia Chrysomelidae.
Fue descrita científicamente en 1790 por Olivier.

## Papel en la historia de la herencia.
En 1925, el español Antonio de Zuleta pudo demostrar por primera vez , en experimentos de cruzamiento con diferentes variantes cromáticas de Gonioctena variabilis (Phytodecta variabilis), que también se pueden heredar factores hereditarios no recesivos del cromosoma Y.